# Aérodrome de Pontivy
L’aérodrome de Pontivy - Bretagne (code OACI : LFED) est un aérodrome civil, ouvert à la circulation aérienne publique (CAP), situé sur la commune de Noyal-Pontivy à 3 km à l’est-sud-est de Pontivy dans le Morbihan (région Bretagne, France).
Il est utilisé pour la pratique d’activités de loisirs et de tourisme (aviation légère, ULM et aéromodélisme).
L'Aérodrome de Pontivy est un site de vol officiel de la FFAM (Fédération Française d'AéroModélisme).

## Situation
| \| 20 km1:801 000 \| Dinan Lannion Saint-Brieuc Ouessant Brest Morlaix Quimper Belle-Île Guiscriff - Scaër Ploërmel Pontivy Quiberon Lorient Vannes Redon Rennes Saint-Malo-Dinard BAN Lanvéoc-Poulmic BAN Landivisiau |
| 20 km1:801 000 |

## Histoire
L’aéro-club de Kernivinen voit le jour en 1946, sous la houlette de Pierre Blondeau et de Roger Druine. Le projet était dans les esprits depuis 1933, mais la guerre a retardé sa mise en application.
En septembre 1946, le ministère de l’Air alloue alors un avion, un Stampe SVAC, à l’aéro-club.
L'aérodrome était à ce moment-là, un « champ d'aviation ».
La construction du hangar débute en 1946. Jusque-là, l’avion dormait dehors et il fallait réchauffer son moteur avec un dispositif spécial à pétrole.
Les membres de l'aéro-club travaillent aussi à l’aménagement du terrain. L’objectif  était de l'ouvrir à la circulation aérienne publique. C’est seulement 10 ans plus tard que l’homologation est attribuée.
C'est en 1955 sur le terrain de Kernivinen, qu'on vient d’aménager à la hâte une piste en herbe de 600 mètres et qui est ouvert à la circulation aérienne.
L'aérodrome de Pontivy est créé à des fins économiques et commerciales dans les années 70.
La compagnie aérienne de transport à la demande Air Bretagne Centre s'installe fin 1973 à Pontivy avec des avions Aero Commander 500B (immatriculé F-BUUZ), Cessna 172, Jodel D.112 (immatriculés F-BICH et F-BFTM) ou Robin DR.135 (F-BRFV).
En 1989, un club d'ULM voit le jour, le Pondi Argoat ULM.
En 1990, un plan de modernisation est mis en place. Une piste en dur (1999), de nouveaux hangars, des éclairages automatiques et une antenne radio sont installés. Ces travaux importants ont été réalisés à la demande de certains industriels de Pontivy et Loudéac qui voulaient disposer d'un aérodrome local pour leurs déplacements professionnels. En pratique ils l'ont peu ou pas utilisé, ce qui avait fait réagir les collectivités territoriales qui avaient participé à son financement.
En avril 1993, à l'initiative de 9 entreprises de la région de Pontivy et Loudéac est créé l'association Loudéac-Pontivy Plus, un groupement d'intérêt économique (GIE) ayant pour but la construction d'un aéroport à Noyal-Pontivy et l'achat d'un avion de 06 places pour les déplacements professionnels des industriels adhérant à l'association.
Le GIE Air Centre Bretagne était créé et louait un Beechcraft Baron 58 immatriculé F-GHIU à Aéro Entreprise.
Cet appareil était domicilié à la société du Président de l'association, Mr Lucien PASCO à la SA IFMEC PASCO. Le vice-président étant Mr
Des entreprises comme Tradimar, Kaufler, Bernard SA, Celvia, SA André Glon ou Linpac utilisent l'avion partagé du GIE. En 1994, 8 autres entreprises et 3 associations et collectivités comme la ville de Pontivy adhèrent au GIE pour profiter de l'avion partagé puis en 1995, l'armement à la pêche Jégo-Quéré.
En 1996, le GIE Air Centre Bretagne devient une société et par décision des industriels adhérents du GIE change de nom en Air Bretagne Centrale. La nouvelle compagnie achète un Cessna 340 immatriculé F-GIVV.
En septembre 1997, Jean-Marc le Rouzic et Eric le Rouzic, co-associés de la société bretonne Sofi-Ouest rachètent les parts des industriels dans la compagnie Air Bretagne Centrale avec un contrat de non concurrence pour les 22 industriels cédants qui s'interdisent pendant 5 ans d'affréter d'autres avions que celui de la compagnie acquise par la famille Le Rouzic.

Logo de la compagnie Air Bretagne basée sur l'aérodrome.

En juin 1996, elle changeait de nom en Air Bretagne. Cette compagnie ne fera jamais de lignes commerciales de Pontivy, l'aérodrome servant seulement à l'entretien de ses avions et en faisant de l'aérodrome son siège social et sa base opérationnelle.
Cette compagnie assurait des lignes régulières au départ de l'aéroport de Saint-Brieuc (Jersey, Paris, Nantes), de l'aéroport de Caen (Jersey), de l'aéroport de Montluçon (Paris) et des lignes non régulières au départ de l'aéroport de Lorient pour le rapatriement des marins du groupe Intermarché (société d'armement à la pêche Jégo-Quéré) en bases avancées en Écosse et Irlande.
À la suite de problèmes techniques et financiers, elle cessa son activité en octobre 2001. Elle a employé jusqu'à 50 personnes et a possédé jusqu'à 8 avions entretenus sur l'aérodrome.
L'aérodrome se voit retirer le balisage lumineux au sol et la radiobalise en 2011 induisant dorénavant que seuls les vols à vue sont désormais autorisés.
Le 1er septembre 2013, 64 voitures brûlent sur le parking de l'aérodrome lors d'un évènement organisé sur la plateforme (Show de moto-cross pour une récolte de fond au profit d'une association aidant un jeune myopathe). La cause serait un barbecue mal éteint.
Depuis 2016, il sert aussi de station météo pour Météo France.
En 2020, le club d'ULM Pondi Argoat ULM change de nom et est renommé ULM Club Pontivy.

## Installations
L'aéroport dispose d’une piste bitumée orientée Est-Ouest (09/27), longue de 1 060 mètres et large de 30 avec voies de circulation et de desserte des pistes, aires de stationnement et manœuvre.
La piste classée en catégorie 2B, permet d'accueillir des avions de 10 places maximum de type Beechcraft 200.
L'aérodrome n’est pas contrôlé. Les communications s’effectuent en auto-information sur la fréquence de 129,755 MHz.
L'aérodrome possède une piste dédiée aux aéromodélistes.
S'y ajoutent :
- une aire de stationnement ;
- des hangars[21] ;
- une station essence.

## Activités
- Aéroclub de Pontivy
- Club ULM : ULM Club Pontivy
- Aeromodélisme

## Galerie photographique

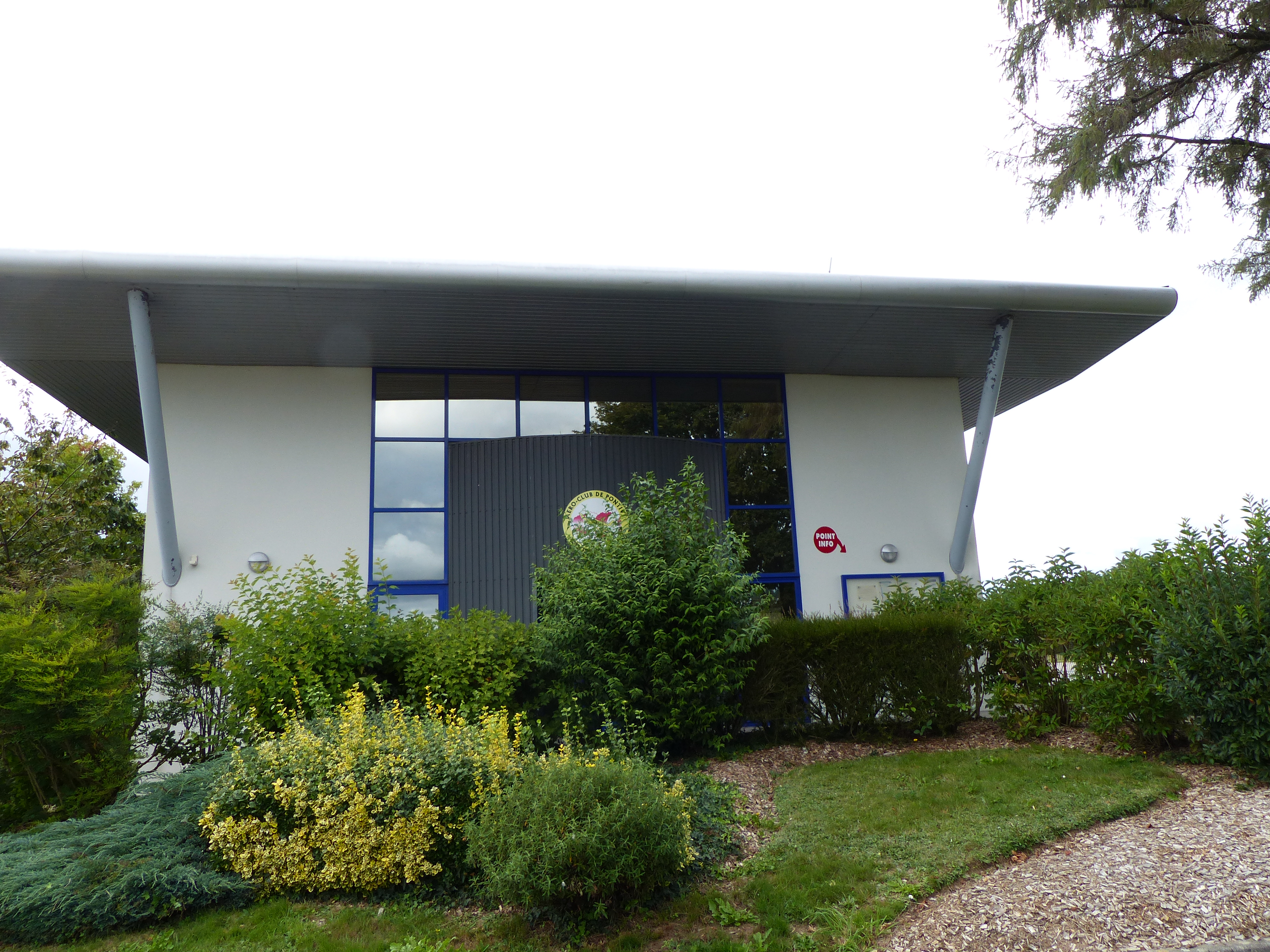
Batiment de l'aéroclub de Pontivy.
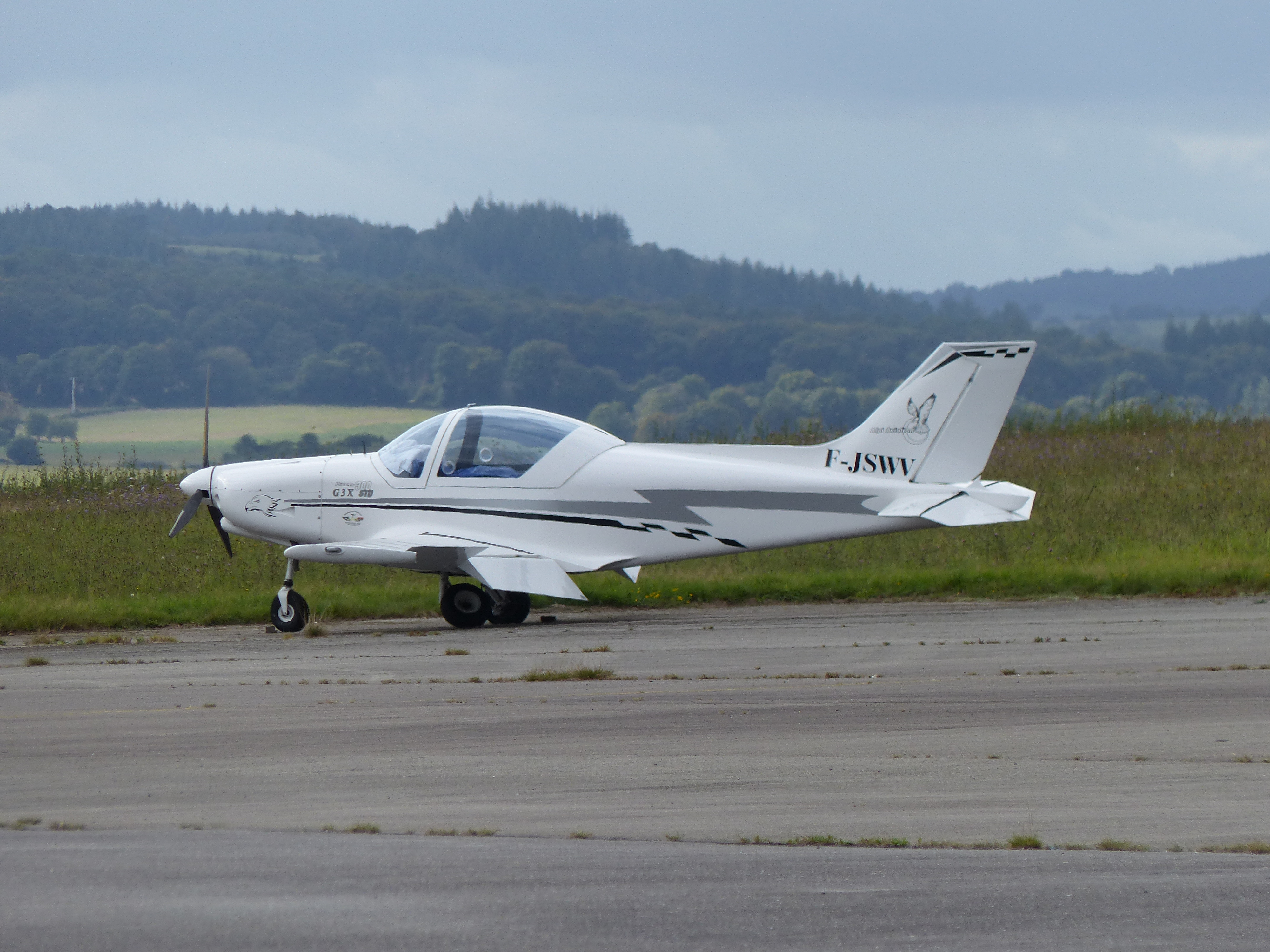
Avion à Pontivy en 2020
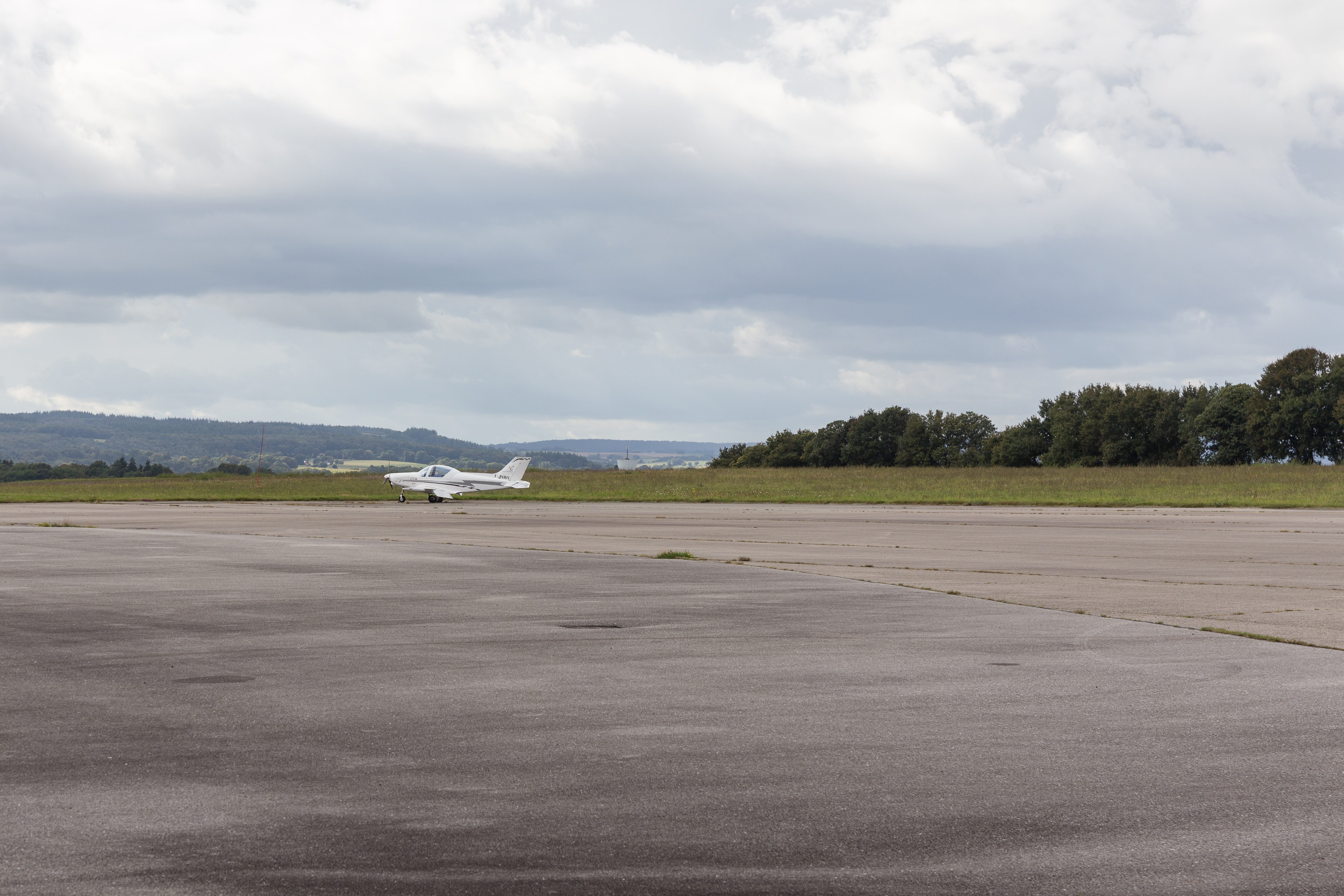
Avion à Pontivy en septembre 2020
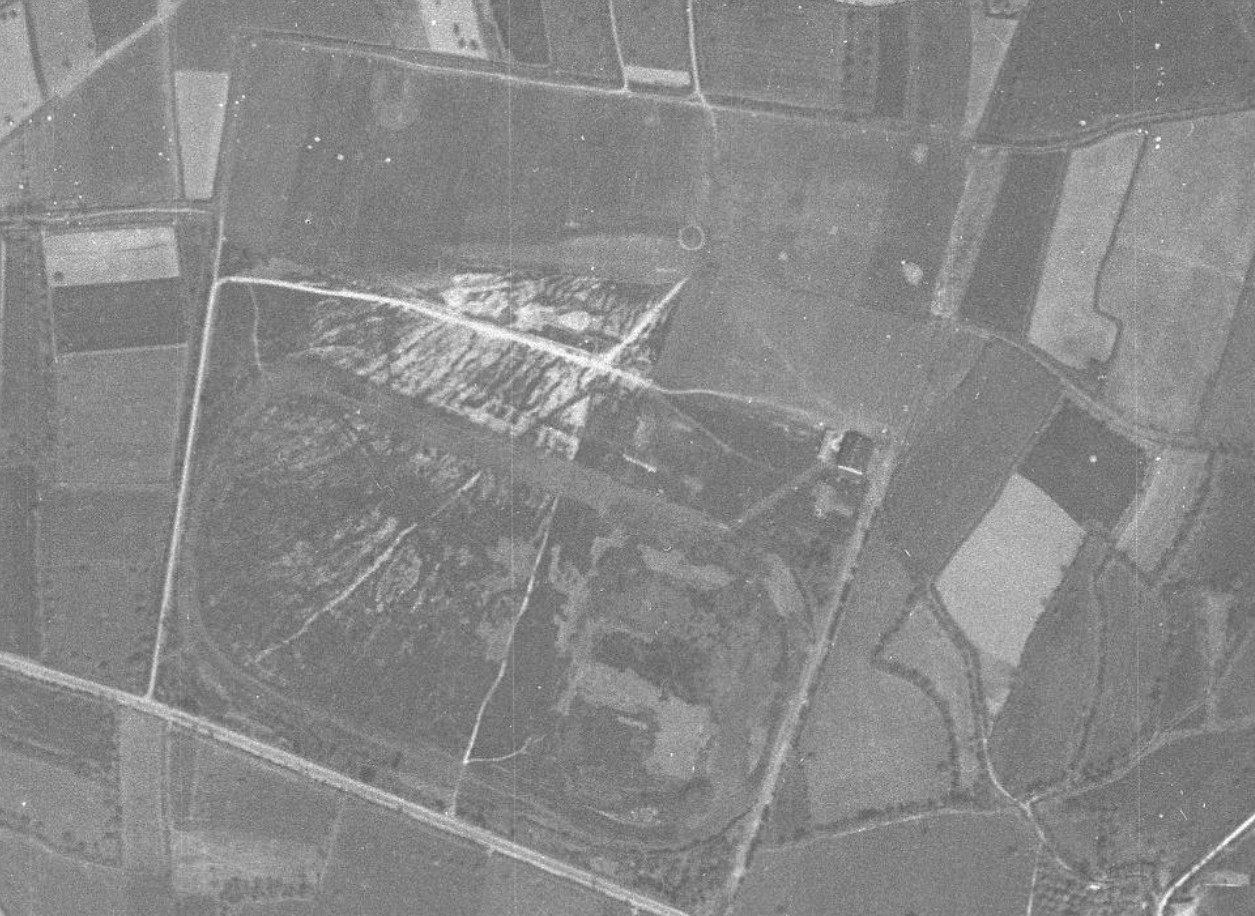
Aérodrome de Pontivy le 15 avril 1948 avec sa piste en herbe.
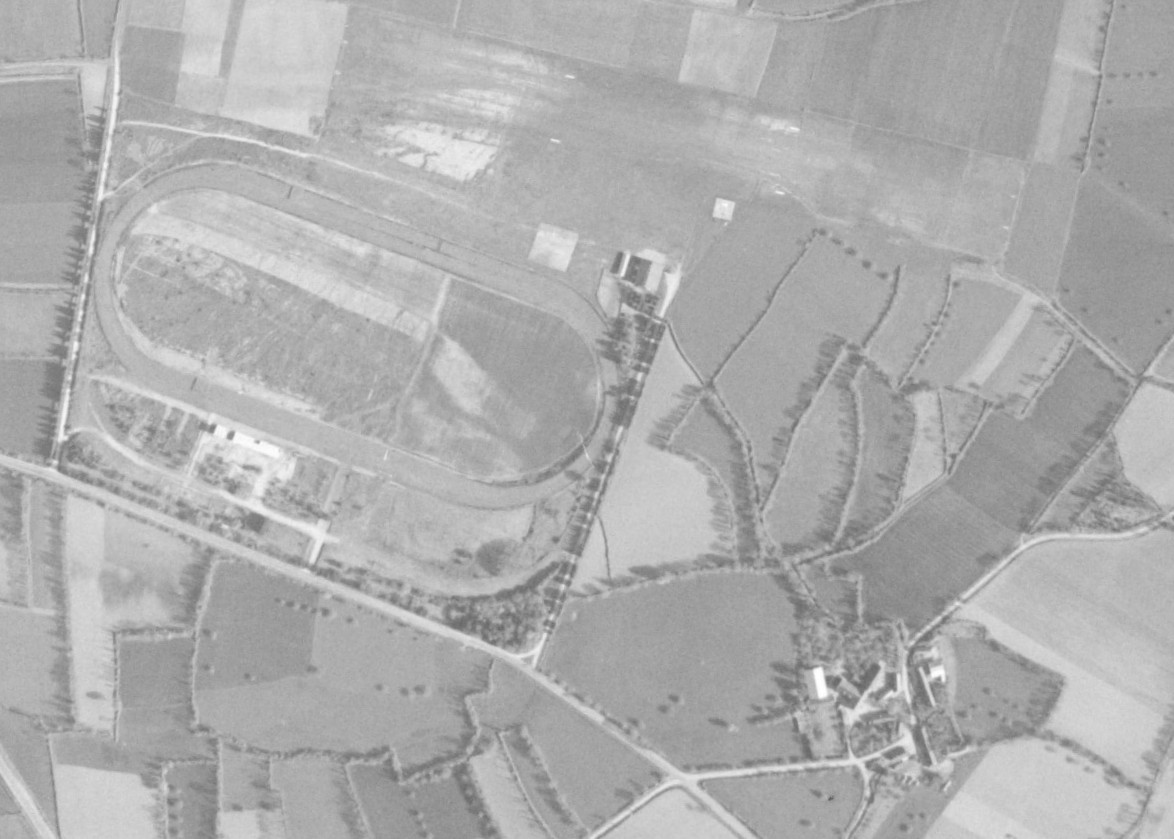
Aérodrome de Pontivy le 01 avril 1958.
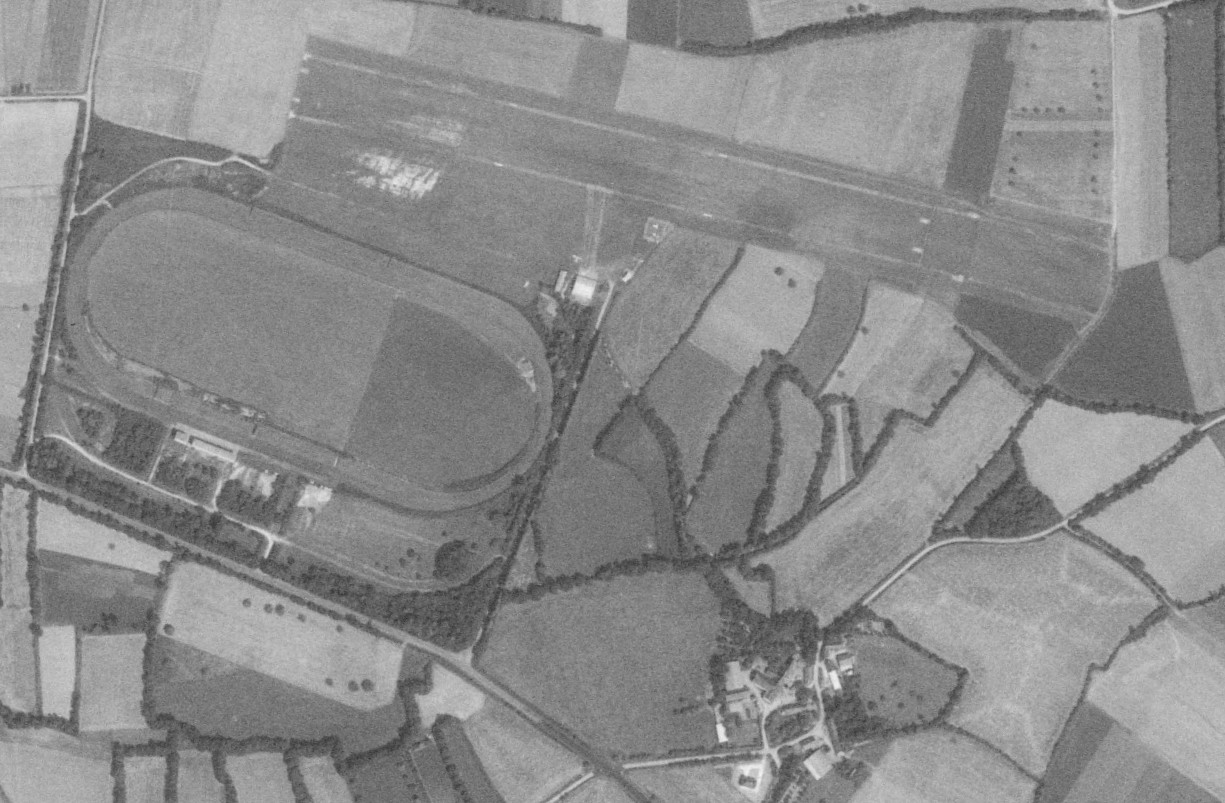
Aérodrome de Pontivy le 19 août 1966.
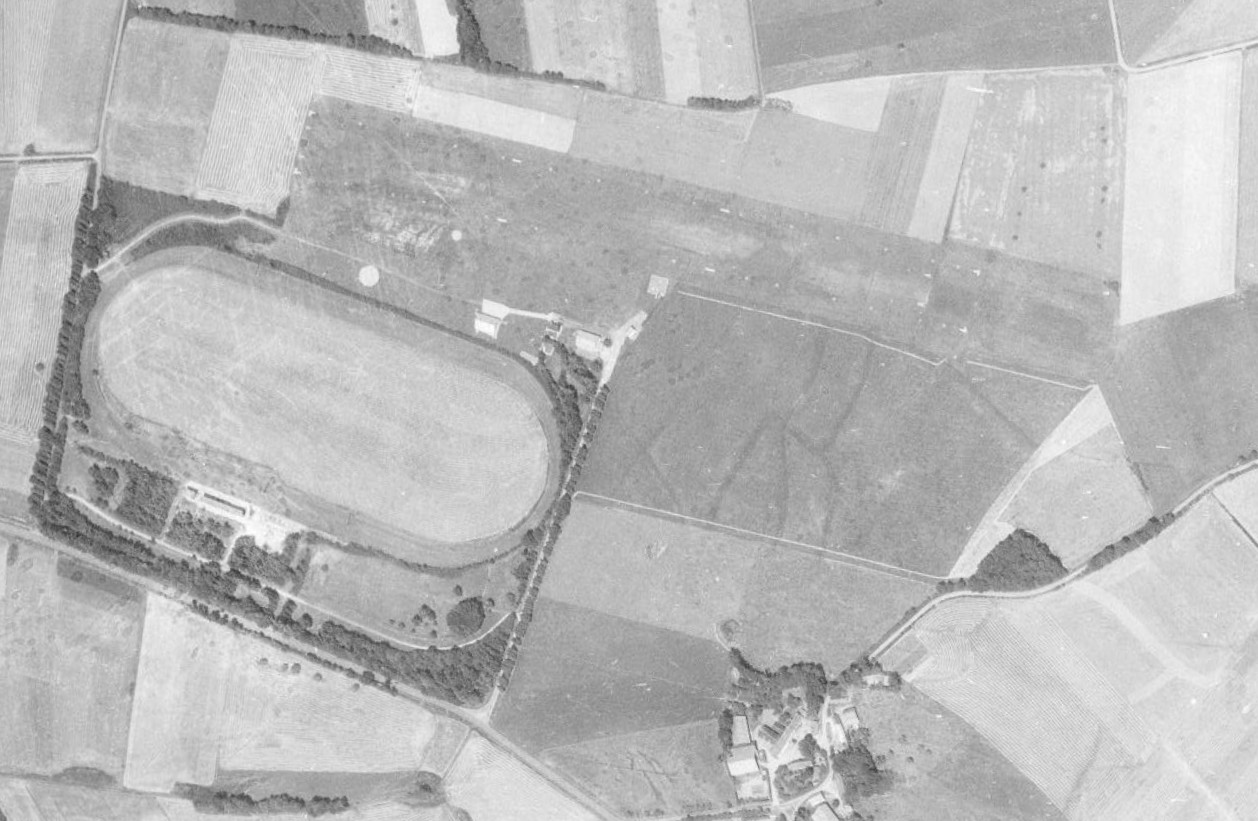
Aérodrome de Pontivy le 22 août 1972.
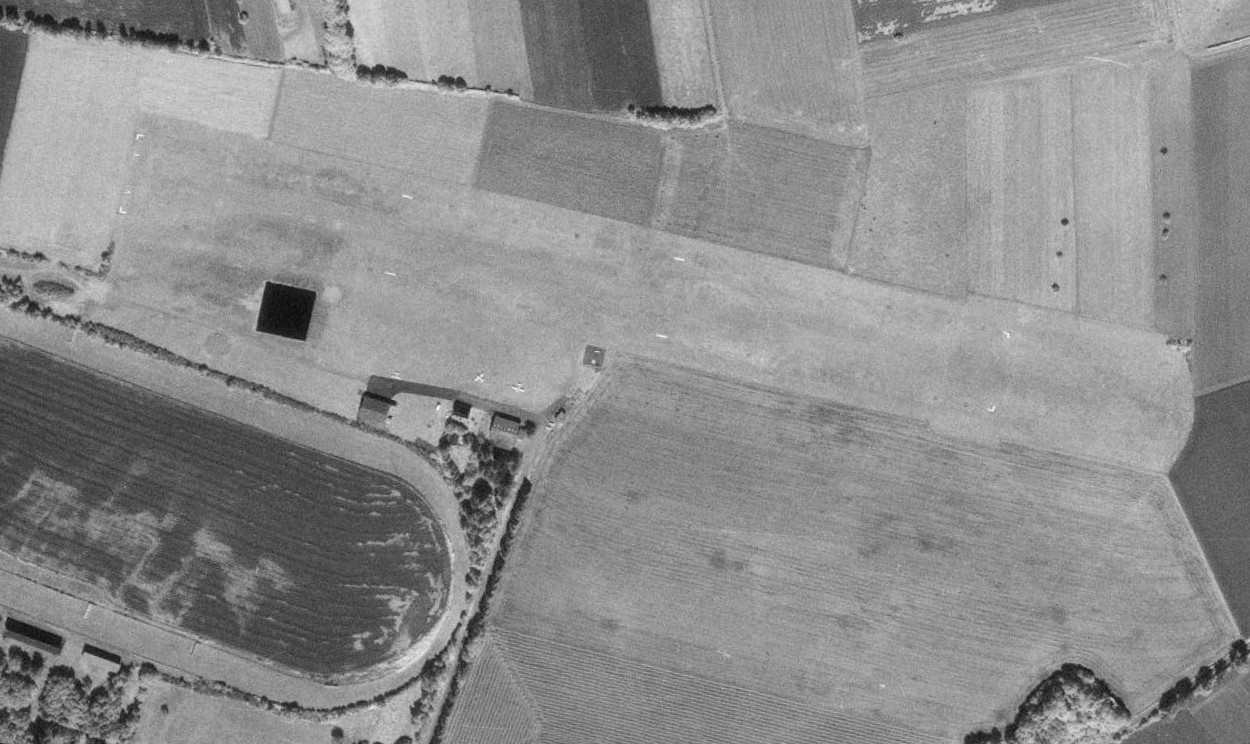
Aérodrome de Pontivy le 14 août 1976.
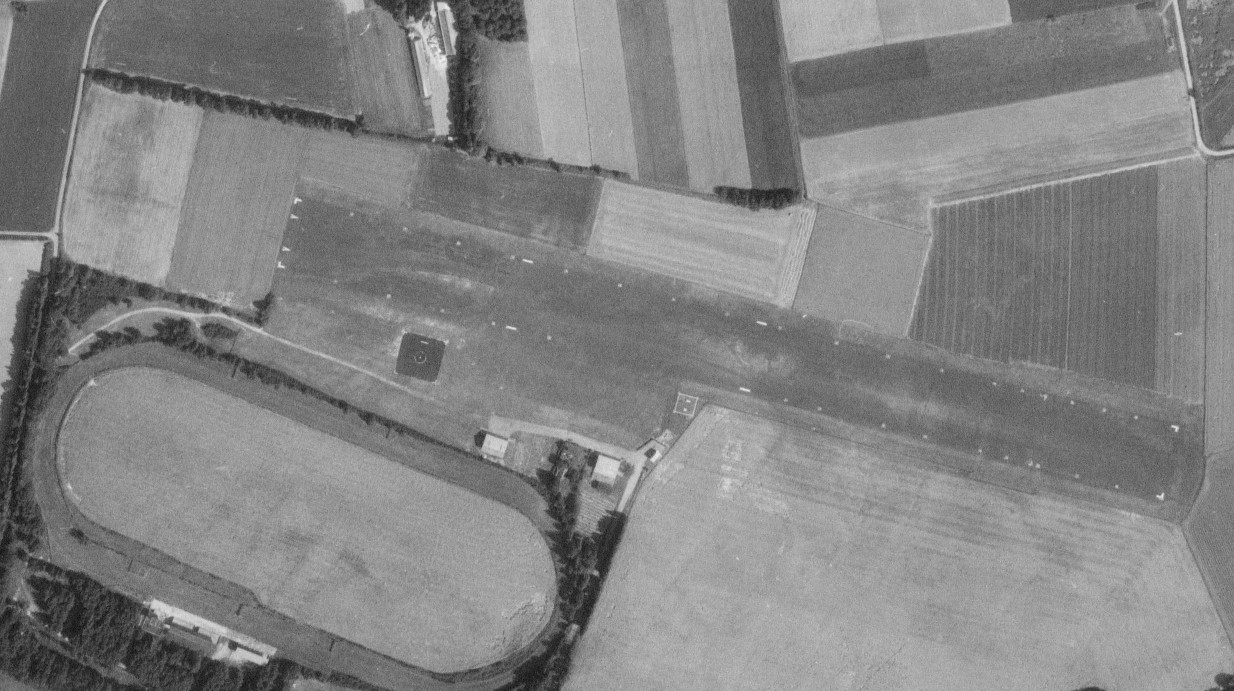
Aérodrome de Pontivy le 19 juillet 1981.
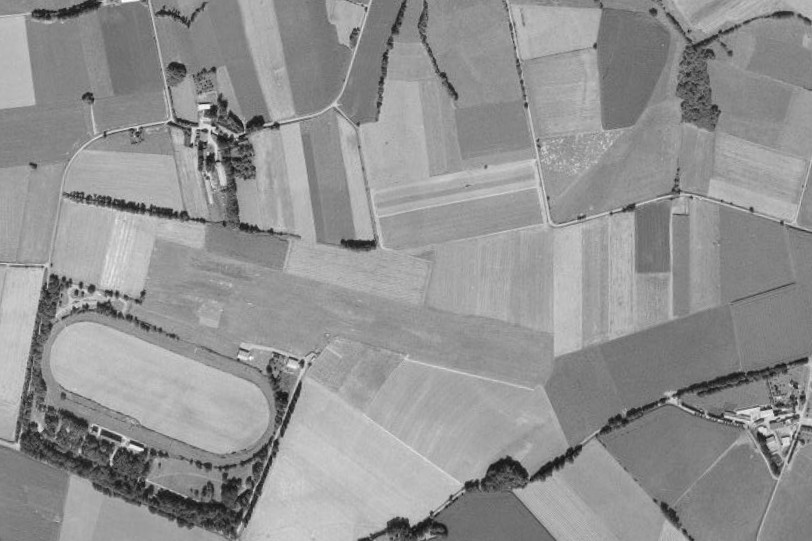
Aérodrome de Pontivy le 05 septembre 1986.
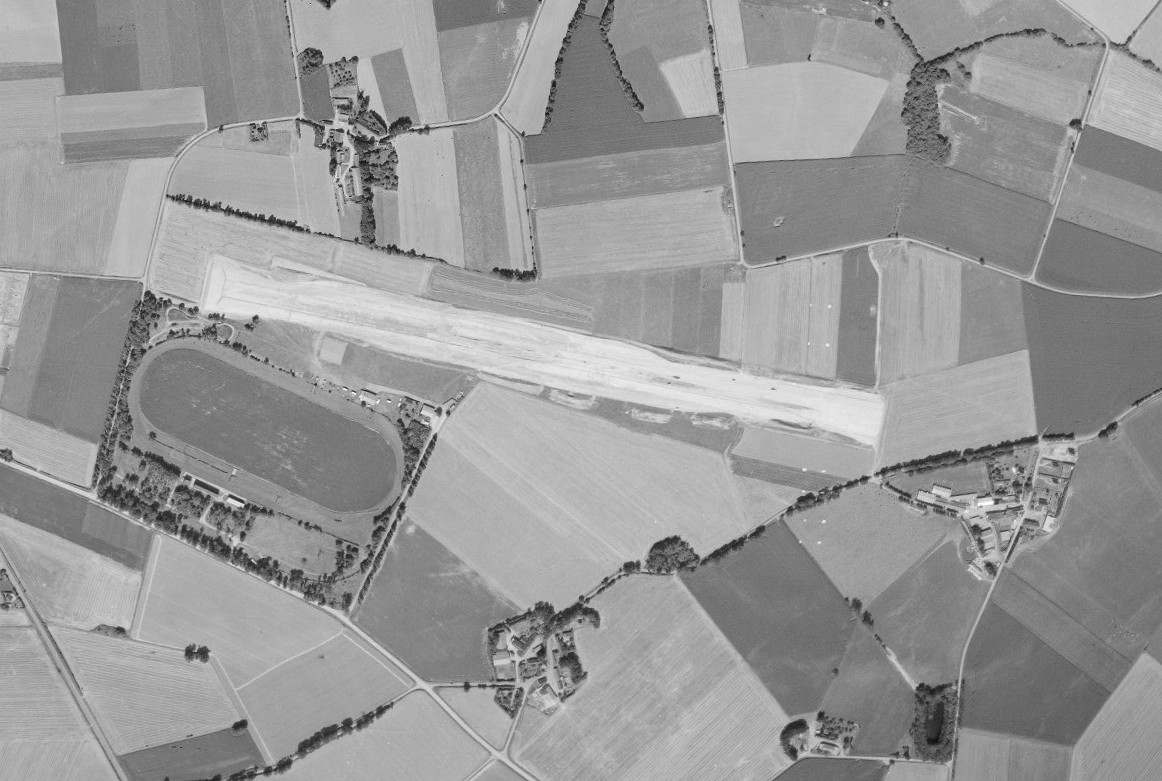
Aérodrome de Pontivy le 27 août 1991 avec la piste enrobée en construction.
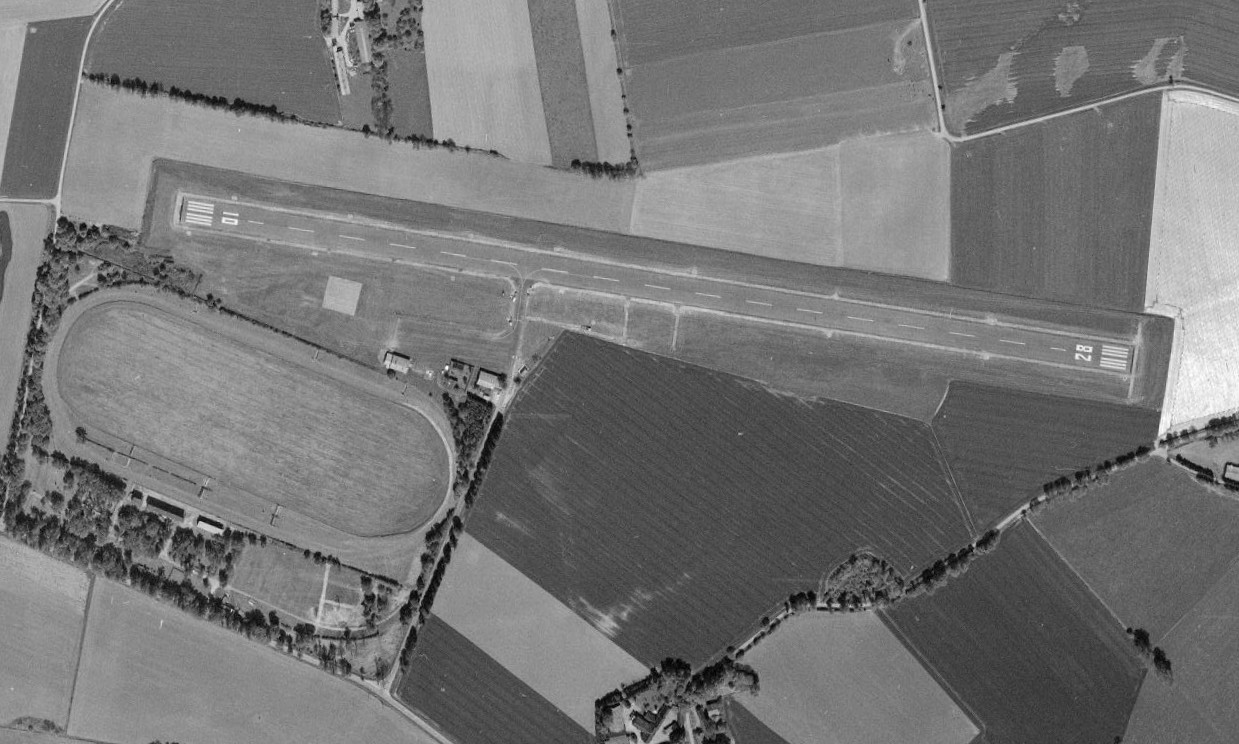
Aérodrome de Pontivy le 04 mai 1995 avec sa piste enrobée 10/28
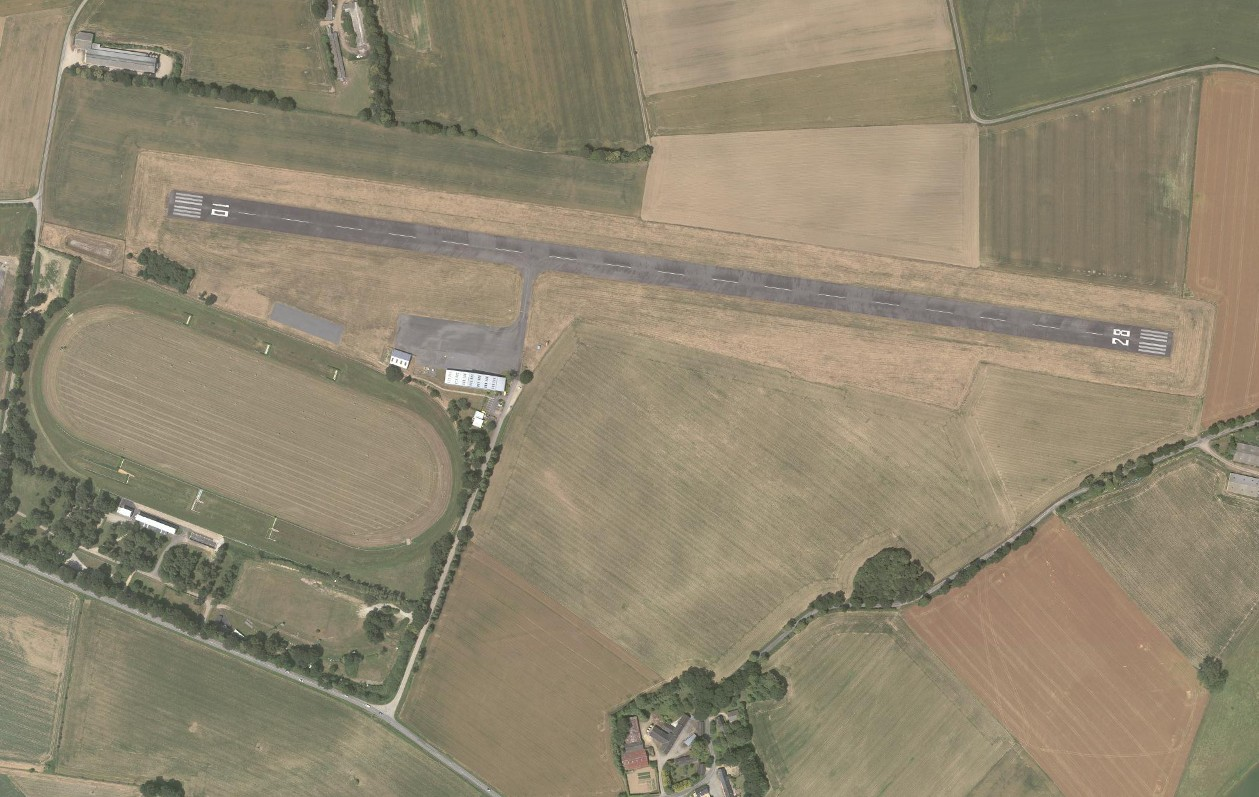
Aérodrome de Pontivy le 10 juillet 2013